# Liste der Monuments historiques in Sommeilles
Die Liste der Monuments historiques in Sommeilles führt die Monuments historiques in der französischen Gemeinde Sommeilles auf.

## Liste der Objekte
| Bezeichnung                       | Beschreibung                                                                               | Standort                       | Kennzeichnung | Schutzstatus | Datum | Bild |
| --------------------------------- | ------------------------------------------------------------------------------------------ | ------------------------------ | ------------- | ------------ | ----- | ---- |
| Glocke                            | Bronze, 1570 gegossen; schmiedeeiserner Klöppel, vor 1800, hölzernes Joch, 19. Jahrhundert | in der Kirche St-Didier (Lage) | PM55001214    | Classé       | 1994  |      |
| Piscina Mariä Verkündigung        | Stein, 16. Jahrhundert                                                                     | in der Kirche St-Didier (Lage) | PM55000582    | Classé       | 1945  |      |
| Skulptur Johannes der Täufer      | Stein, farbig gefasst, 17. Jahrhundert                                                     | in der Kirche St-Didier (Lage) | PM55002368    | Inscrit      | 1980  |      |
| Skulptur Heiliger Desiderius      | Stein, farbig gefasst, 18. Jahrhundert                                                     | in der Kirche St-Didier (Lage) | PM55002367    | Inscrit      | 1994  |      |
| Beichtstuhl                       | Holz, bemalt, 18. Jahrhundert                                                              | in der Kirche St-Didier (Lage) | PM55000585    | Classé       | 1970  |      |
| Piscina mit Lothringer Wappen (1) | Stein, vor 1541                                                                            | in der Kirche St-Didier (Lage) | PM55000584    | Classé       | 1945  |      |
| Relief Anbetung der Könige        | Stein, farbig gefasst, 17. Jahrhundert                                                     | in der Kirche St-Didier (Lage) | PM55000586    | Classé       | 1970  |      |
| Piscina mit Lothringer Wappen (2) | Stein, vor 1541                                                                            | in der Kirche St-Didier (Lage) | PM55000583    | Classé       | 1945  |      |